# Lycée français international de Tokyo
 (septembre 2015).
Si vous disposez d'ouvrages ou d'articles de référence ou si vous connaissez des sites web de qualité traitant du thème abordé ici, merci de compléter l'article en donnant les références utiles à sa vérifiabilité et en les liant à la section « Notes et références ».
Le lycée français international de Tokyo ou LFI Tokyo (en japonais, 東京国際フランス学園, Tōkyō Kokusai Furansu Gakuen) est un établissement d'enseignement international à Tokyo, au Japon. Faisant l'objet d'une convention avec l'agence pour l'enseignement français à l'étranger, il est officiellement reconnu comme un des établissements formant le réseau des lycées français à l'étranger.

## Présentation du lycée et historique

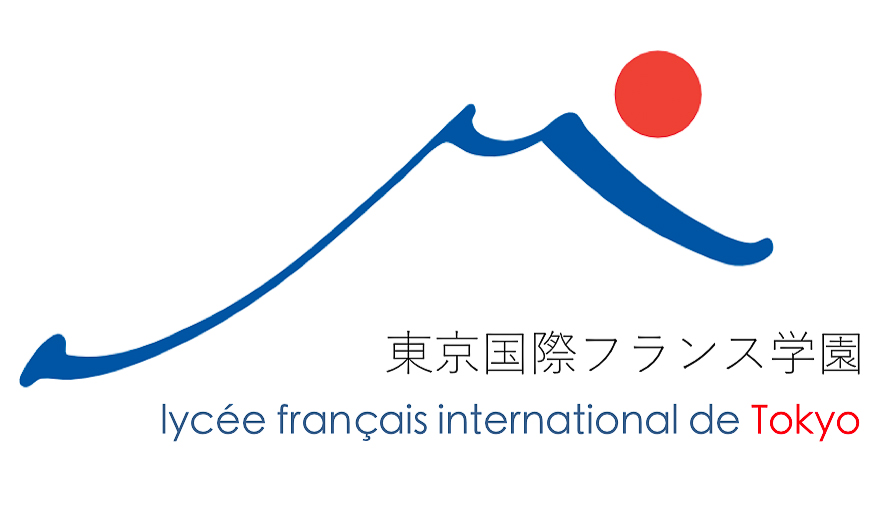
Nouveau logo du LFI Tokyo (2016).

En mai 1967 est inaugurée la « section française du Gyosei », école privée japonaise, dans un bâtiment neuf, bâti avec une subvention de la France.
En 1975, la section est renommée le Lycée franco-japonais. L'établissement est reconnu officiellement par le ministère de l'Éducation nationale à la rentrée 1976.
L'établissement fait partie du réseau des établissements de l'AEFE depuis la création de celle-ci en 1990. C'est un établissement conventionné avec l'AEFE.
Les effectifs ont connu plusieurs variations. Depuis 1997, ils ont augmenté de près de cinquante élèves par an, obligeant à délocaliser une partie des élèves sur deux autres sites (école Meisho, institut franco-japonais).
Décidée en 2000, une aile supplémentaire a été inaugurée à la rentrée 2001, accroissant l'espace existant de quatre salles, d'un réfectoire et d'un espace plurivalent. Des travaux importants de mise en conformité ont été réalisés.
À la rentrée 2003, les élèves du primaire sont regroupés sur le site de Fujimi (Chiyoda-ku). Les élèves du secondaire et leurs professeurs sont accueillis sur le site de l'ancienne école japonaise de Ryuhoku (Taito-Ku), dont l'établissement est locataire.
En janvier 2006, le lycée a obtenu les statuts japonais de fondation scolaire.
Le lycée franco-japonais de Tokyo adopte le 7 mai 2012 son nouveau nom et devient alors le lycée français international de Tokyo et déménage sur le nouveau site de Takinogawa.
Grâce au nouveau lycée, les élèves de la maternelle et du primaire quittent définitivement le site de Fujimi à la rentrée des vacances scolaires de pâques pour s’installer sur le nouveau site du LFI Tokyo à Takinogawa. La rentrée des enfants de la maternelle et de l’élémentaire à Takinogawa a lieu le 8 mai 2012.
La première rentrée des classes de tous les élèves du LFI Tokyo réunis à Takinogawa a lieu le 3 septembre 2012.
Le nouveau lycée français international de Tokyo est officiellement inauguré le mardi 9 octobre 2012 par la ministre déléguée chargée des Français de l’étranger, Hélène Conway-Mouret, la ministre japonaise de l’Éducation, de la Culture, des Sports, des Sciences et de la Technologie, Makiko Tanaka, la directrice de l'AEFE, Anne-Marie Descôtes, l'ambassadeur de France au Japon, Christian Masset et le vice-gouverneur de la préfecture de Tokyo, Tatsumi Ando.
À la rentrée 2022, le lycée français international de Tokyo se dote d'un nouveau site appelé l'Annexe. Cette nouvelle structure était auparavant connue comme l'école primaire numéro 6 de Takinogawa. Elle accueille environ 300 élèves des niveaux de CE2, CM1 et CM2.
Le LFI Tokyo 2024-2025 en quelques chiffres :
- plus de 65 nationalités différentes représentées ;
- des infrastructures sportives et culturelles, modernes réparties sur deux sites de plus de trois hectares ;
- 1 555 élèves inscrits de la maternelle à la terminale ;
- 130 professeurs pour un total de deux cents personnels ;
- 100% d'admis au baccalauréat 2024 dont 88,2 % mentions ;
- une cinquantaine d'activités périscolaires ;
- environ 300 élèves sont transportés par des bus scolaires en contrat avec l'établissement.

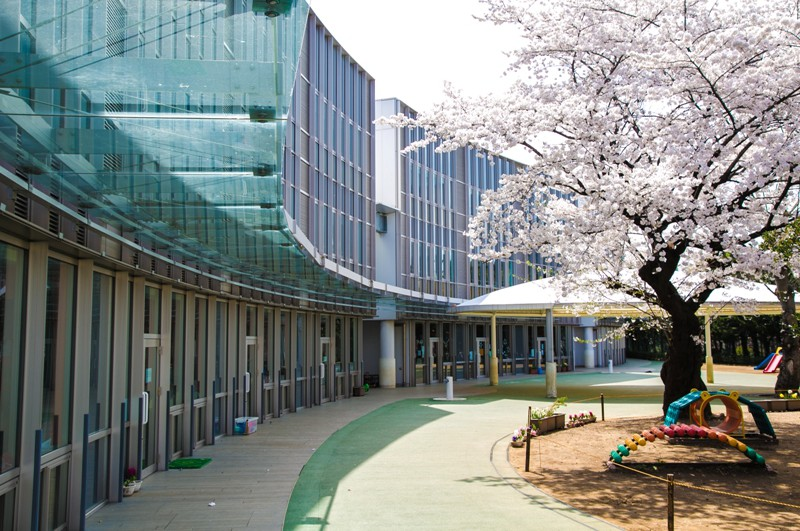
Bâtiment primaire cour maternelle.
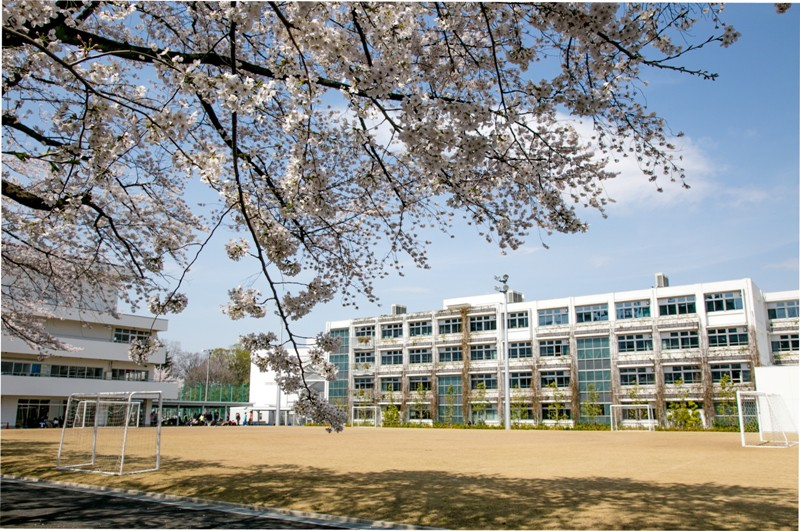
Bâtiment secondaire.
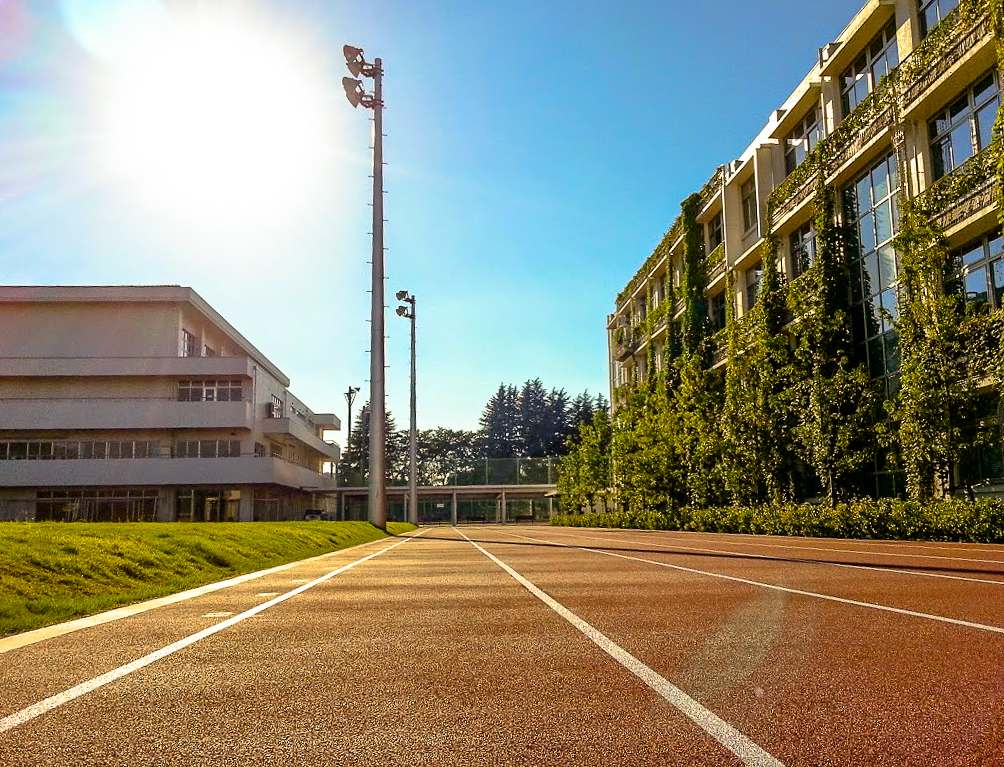
Piste d'athlétisme et terrain de football du LFI Tokyo.

## La fondation
Le lycée français international de Tokyo fait partie du réseau des établissements de l'Agence pour l'Enseignement Français à l’Étranger (AEFE) rattachée au ministère des Affaires étrangères. C'est un établissement géré par une Fondation de droit local japonais, créée par l’administration française (AEFE) et le gouvernorat de Tokyo, depuis le 23 décembre 2005.
Il accueille 1 555 élèves (septembre 2024). Tous les élèves sont francophones, de nationalité française ou non. L'enseignement y est dispensé en français.
Les élèves sont accueillis de la petite section de maternelle (trois ans) à la terminale.
Le lycée français international offre la possibilité de présenter les Baccalauréats internationaux japonais et américain.

## Donations gakko hojin
Le lycée a obtenu le 23 décembre 2005 le statut de Gakko-Hojin. Désormais fondation scolaire de droit japonais reconnue par les autorités locales, l'établissement peut recevoir, dans un cadre fiscal avantageux, des dons de personnes physiques et/ou morales installées au Japon[réf. nécessaire].

## Activités périscolaires
Le LFI Tokyo compte plus de cinquante activités périscolaires.

## Offre de langues
Le LFI Tokyo permet à ses élèves de valider le niveau de langues A1 au primaire et le niveau A2 du cadre européen de langues. L'établissement prépare ses élèves de lycée sur la base du volontariat au TOEFL. Le lycée est doté de deux sections du baccalauréat international français (BIF) - une section américaine et une section japonaise.

### Dispositifs linguistiques à l'école primaire
L'offre de l'établissement s'oriente vers des parcours plurilingues dès la maternelle avec un accent notamment sur l'enseignement du japonais dès la MS afin de prendre en compte le public accueilli.

### Dispositifs linguistiques au secondaire
Les langues enseignées au LFI Tokyo  sont l'anglais, le japonais, l'espagnol et l'allemand. L'espagnol et l'allemand sont enseignés comme LV2. Le japonais est enseigné comme langue maternelle ou langue étrangère.